# Рівненська сільська рада (Генічеський район)
Рі́вненська сільська́ ра́да — адміністративно-територіальна одиниця та орган місцевого самоврядування в Генічеському районі Херсонської області. Адміністративний центр — село Рівне.

## Загальні відомості
Рівненська сільська рада утворена в 1922 році.
- Територія ради: 136,275 км²
- Населення ради: 2 358 осіб (станом на 2001 рік)

## Населені пункти
Сільській раді підпорядковані населені пункти:
- с. Рівне
- с. Вікторівка
- с. Володимирівка
- с. Запорожець
- с-ще Комунарське
- с. Малинівка
- с. Муравейник
- с. Новий Мир
- с. Сергіївка
- с. Гордієнківці

## Склад ради
Рада складається з 16 депутатів та голови.
- Голова ради: Мельницький Олег Вікторович
- Секретар ради: Костогладова Галина Дмитрівна

### Керівний склад попередніх скликань
| Прізвище, ім'я, по батькові | Основні відомості                                                 | Дата обрання | Дата звільнення |
| --------------------------- | ----------------------------------------------------------------- | ------------ | --------------- |
| Мельницький Олег Вікторович | Сільський голова, 1968 року народження, освіта вища               | 26.03.2006   | 31.10.2010      |
| Мельницький Олег Вікторович | Сільський голова, 1968 року народження, освіта вища, безпартійний | 31.10.2010   |                 |

Примітка: таблиця складена за даними сайту Верховної Ради України

### Депутати
За результатами місцевих виборів 2010 року депутатами ради стали:

#### За суб'єктами висування
| Суб'єкт висування                 | Кількість обраних депутатів | %    |
| --------------------------------- | --------------------------- | ---- |
| Політична партія «Сильна Україна» | 6                           | 37,5 |
| Партія регіонів                   | 5                           | 31,3 |
| Народна партія                    | 2                           | 12,5 |
| Самовисування                     | 2                           | 12,5 |
| Комуністична партія України       | 1                           | 6,3  |

#### За округами
| № округу                          | Прізвище, ім'я, по батькові      | Дата визнання обраним | Освіта             | Партійна приналежність                        | Відомості про обраного депутата                       |
| --------------------------------- | -------------------------------- | --------------------- | ------------------ | --------------------------------------------- | ----------------------------------------------------- |
| Комуністична партія України       |                                  |                       |                    |                                               |                                                       |
| 2                                 | Пілоян Неоніла Іванівна          | 01.11.2010            | середня спеціальна | позапартійна                                  | пенсіонер                                             |
| Народна Партія                    |                                  |                       |                    |                                               |                                                       |
| 13                                | Юрченко Ольга Петрівна           | 01.11.2010            | середня            | позапартійна                                  | Вікторівська сільська бібліотека, бібліотекар         |
| 14                                | Ємельянцев Геннадій Валентинович | 01.11.2010            | середня            | член Народної партії                          | Рівненська лікарська амбулаторія, водій               |
| Партія регіонів                   |                                  |                       |                    |                                               |                                                       |
| 1                                 | Пірог Оксана Вікторівна          | 01.11.2010            | середня            | позапартійна                                  | тимчасово не працює                                   |
| 4                                 | Трофименко Леонід Володимирович  | 01.11.2010            | середня            | позапартійний                                 | МГП «Обрій», директор                                 |
| 5                                 | Моцний Олександр Григорович      | 01.11.2010            | вища               | позапартійний                                 | пенсіонер                                             |
| 15                                | Головін Олександр Вікторович     | 01.11.2010            | середня            | член Партії регіонів                          | тимчасово не працює                                   |
| 16                                | Ремига Вікторія Вікторівна       | 01.11.2010            | вища               | позапартійна                                  | приватний підприємець                                 |
| Політична партія «Сильна Україна» |                                  |                       |                    |                                               |                                                       |
| 6                                 | Богдан Ірина Анатоліївна         | 01.11.2010            | середня спеціальна | член Політичної партії «Сильна Україна»       | Дитячий садок «Веселка», вихователь                   |
| 7                                 | Климчик Віктор Миколайович       | 01.11.2010            | вища               | позапартійний                                 | Рівненська загальноосвітня школа, вчитель             |
| 8                                 | Гурбі Дмитро Володимирович       | 01.11.2010            | вища               | член Політичної партії «Сильна Україна»       | Рівненський будинок культури, художній керівник       |
| 9                                 | Крепко Оксана Вікторівна         | 01.11.2010            | вища               | член Політичної партії «Сильна Україна»       | Рівненська загальноосвітня школа, вчитель             |
| 10                                | Тарасова Оксана Валеріївна       | 01.11.2010            | вища               | позапартійна                                  | Рівненська загальноосвітня школа, практичний психолог |
| 11                                | Булгакова Людмила Миколаївна     | 01.11.2010            | середня            | член Політичної партії «Сильна Україна»       | Рівненська сільська бібліотека, бібліотекар           |
| Самовисування                     |                                  |                       |                    |                                               |                                                       |
| 3                                 | Костогладова Галина Дмитрівна    | 01.11.2010            | вища               | член Всеукраїнського об'єднання «Батьківщина» | Рвненська сільська рада, секретар ради та виконкому   |
| 12                                | Демецький Микола Миколайович     | 26.12.2010            | середня спеціальна | позапартійний                                 | тимчасово не працює                                   |